# Åke Törnkvist
Bengt Sören Åke Törnkvist (ur. 25 września 1915 w Norrköping, zm. 8 marca 1979 tamże) – szwedzki piłkarz grający na pozycji napastnika.

## Kariera klubowa
W swojej karierze piłkarskiej Törnkvist grał w klubie IK Sleipner z miasta Norrköping.

## Kariera reprezentacyjna
W 1936 roku Törnkvist był w kadrze Szwecji na igrzyska olimpijskie w Berlinie. W kadrze narodowej nie rozegrał żadnego meczu.